# Мостарда

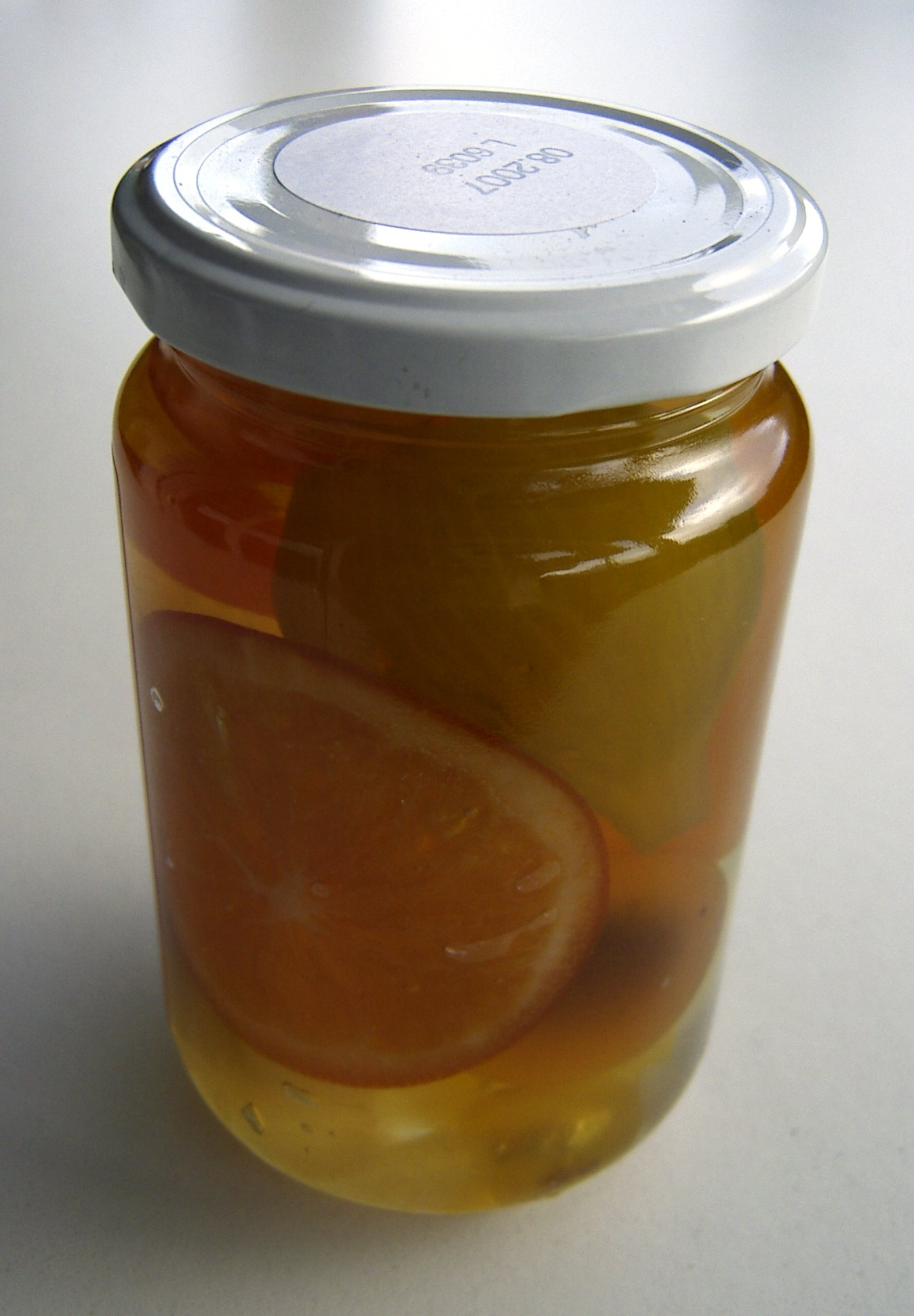
Мостарда

Мостарда (итал. Mostarda) — соус из фруктов, маринованных в горчице и сиропе (итальянская кухня). Мостарда употребляется в качестве гарнира к отварному мясу и как соус к сыру. Это типичное блюдо северной Италии.

## Виды
- Мостарда из Кремоны — Mostarda di Cremona
- Мостарда из Пьемонта — Mostarda Piemontese
- Мостарда из абрикосов — Mostarda di albicocche
- Мостарда из айвы — Mostarda di mele cotogne
- Мостарда из тыквы — Mostarda di zucca
- Мостарда из винограда — Mostarda d’uva